# Marco Paulo
Marco Paulo ComIH (Mourão, 21 de janeiro de 1945 - Sintra, 24 de outubro de 2024), nome artístico de João Simão da Silva, foi um dos mais populares cantores portugueses.
Recebeu até 140 galardões de platina, ouro e prata — e até um de diamante — por vender mais de um milhão de cópias, um recorde em Portugal. Marco é um dos músicos recordistas de vendas em Portugal, com vendas superiores a 5 milhões de cópias.
Em 2014 foi premiado com o "Lifetime Achievement Award" nos International Portuguese Music Awards e a 2 de maio de 2022, agraciado com o grau de Comendador da Ordem do Infante D. Henrique.

## Biografia

### Início
João Simão da Silva nasceu a 21 de janeiro de 1945 em Mourão, no Alentejo. Estreou-se nas festas de Alenquer a cantar a "Campanera" de Joselito. No ano seguinte, teve o maestro Nóbrega e Sousa a acompanhá-lo, ao vivo. Aos 14 anos entra para o rancho folclórico de Alenquer onde esteve dois anos como cantor até ir viver para o Barreiro. Apesar de ter nascido no Alentejo, devido à profissão do pai viveu em várias zonas do país como Celorico de Basto, Alcabideche, Alenquer e Arcos de Valdevez.
Em 1963, já a viver no Lavradio, no município do Barreiro, começou a ter aulas de canto com Corina Freire. Foi aí que acabou sendo descoberto, durante um ensaio, pela cantora Cidália Meireles, que tinha um programa de televisão de grande sucesso, o "Tu Cá, Tu Lá". Em 1973 participou na revista Simplesmente Revista no Teatro Capitólio, com José Viana.
Fica em terceiro no Festival da Canção da Figueira da Foz com "Vida, Alma e coração". Mário Martins, da Valentim de Carvalho (a grande editora dos maiores nomes do mercado como Duo Ouro Negro, Amália e Carlos Paredes) convida-o para gravar um disco. 

### Os primeiros sucessos
O seu primeiro disco, editado no ano de 1966, foi um EP com os temas "Não Sei", "Estive Enamorado", "O Mal às Vezes é Um Bem" e "Vê".
Em 1967 participa no Festival RTP da Canção com "Sou Tão Feliz" de António Sousa Freitas e Nóbrega e Sousa. Foi depois para a Madeira cantar com Madalena Iglésias. A partir daí passou a profissional. 
Grava com Simone de Oliveira o tema "Tu e Só Tu", uma versão em português de "Somethin' Stupid".
É chamado para a tropa tendo ido para a Guiné-Bissau onde foi escriturário. Mário Martins, fazia sempre questão que ele viesse de férias ao continente onde gravou os discos que iam sendo lançados. Foram gravados vários EP's e um álbum.
Do Festival RTP da Canção de 1969 recupera "Canção Para Um Poeta" e "Os Fios da Esperança" de Madalena Iglésias e Daniel, respectivamente.
No ano de 1970 grava, com músicos do Quarteto 1111, versões de temas do Eurofestival desse ano como "Gwendoline" e "Todas As Coisas Me Falam De Ti". Não chega a participar no concurso Olimpíadas da Canção com "O Homem e o Mar" por ficar desclassificado.
No ano de 1972 fica em quarto lugar no concurso "Rei da Rádio" desse ano. Em 1975, é lançado o single "O Mais Feliz do Mundo".
1977 é o ano do single "No Comboio da Meia Noite", versão de um tema da autoria de Peter Yellowstone e Robert Danova.

### Os discos de Ouro
Em 1978, obtém um grande sucesso com o single "Canção Proibida"/"Ninguém Ninguém" que vende mais de 85 mil cópias. É o primeiro disco de ouro do cantor. Em 1979 obtém novo disco de Ouro com o single "Mulher Sentimental". Em 2 anos obtém 2 discos de ouro e 3 de prata.  Lança também a compilação "Concerto Ligeiro". 
O single "Eu Tenho Dois Amores", editado em 1980, torna-se no seu maior êxito com 195 mil discos vendidos (3 discos de Ouro, 1 de Prata). Em 1981 é editado o single "Mais e Mais Amor", que atinge um disco de prata e dois de ouro, com 130 mil discos vendidos.
Em 1982, regressa ao Festival RTP da Canção com "Se Este Amor Acabar é o Fim do Mundo’, da autoria de João Henrique e Fernando Guerra, mas o tema passou quase despercebido.
Disco de Ouro para o single "Anita", versão de um sucesso de Costa Cordalis. Também é editada a colectânea "O Disco de Ouro" com os maiores êxitos dos primeiros 15 anos de carreira. O álbum vende mais de 140 mil exemplares (4 discos de ouro).
Edita o single "Flor Sem Nome", em 1983. O single "Morena Morenita", que incluía um poster grátis, é editado em julho de 1984 e alcança o Disco de Ouro. São editadas duas compilações com o nome "Os Grandes Êxitos". Ainda em 1984 é editado o álbum "Romance", novo disco de ouro, que incluía sucessos como "Deixa Viver", "Nasci Para Cantar" e "Só Falei Para Dizer Que Te Amo" (uma versão de "I Just called" de Stevie Wonder).
O álbum "Sedução", editado em 1986, inclui temas como "Amor Italiano", "Dono do Meu Coração" e "Quem Fomos Ontem". Toy assina os temas "Portugal Sonhado", "Tanto Mel Tanto Amor" e "Perdoa-me". Também grava "Canção da Alegria" de Joaquim Pessoa e Tózé Brito. O disco obtém o galardão de disco de prata. 
Em 1988, é editado o álbum "Marco Paulo" e o single "Joana". A reacção do público a "Joana" seria imediata: uma semana após a sua edição era Disco de Ouro, e acabaria por alcançar quatro platinas, com 145 mil singles vendidos. António José (o letrista da maioria das letras) é substituído pelo também produtor Mário Martins que já tinha assinado uma das adaptações do disco anterior.
"Sempre Que Brilha O Sol", também editado em 1988, é mais um dos grandes êxitos do cantor, alcançando quatro discos de ouro.
Participa no Festival da OTI com "Rosa Morena" da autoria de Mário Martins e Nuno Nazareth Fernandes.

### A continuação do sucesso
Em 1990 é editado o álbum "De Todo O Coração". "Um Amor Em Cada Porto", "Ai Ai Meu Amor" e "O Amor é Tudo" são os grandes sucessos desse disco, recebe três discos de prata, dois de ouro e um de platina.
Com o single "Taras e Manias", de 1991, obtém cinco discos de platina (160 mil discos vendidos). É ainda lançada a coletânea "Maravilhoso Coração" com 25 sucessos, que obtém 2 pratas, 3 ouros, 2 platinas (cerca de 175 mil discos vendidos). Na sequência desse êxito, recebe o Troféu de Diamante.
Em janeiro de 1993 é editado o álbum "Amor Total" que se torna em mais um campeão de vendas. Os temas em maior destaque foram "Amante, Irmão, Amigo" e "Coração Deserto". A partir de abril de 1994, apresenta na RTP o programa de televisão "Eu Tenho Dois Amores". Emitido nas noites de domingo, foi um verdadeiro sucesso de audiências, e dos 13 programas inicialmente previstos, foram afinal transmitidos 67.
É editado o álbum "Beijinhos Doces" (1995), que de novo o coloca no topo das tabelas de álbuns vendidos, e é lançada a biografia da autoria do jugoslavo Popovitch.
Em 1996 apresenta, ainda na RTP, o programa Música no Coração. É-lhe diagnosticado cancro testicular, e em Junho de 1996 é operado para remover o testículo direito. Seguem-se sessões de quimioterapia. Segundo as Selecções do Reader's Digest, até ao final do ano de 1996, Marco Paulo tinha vendido mais de 3,5 milhões de álbuns e obtido cerca de 60 discos de ouro e platina, numa carreira, até à altura, com 30 anos de actividade musical.
Em 1997, recuperado da batalha contra o cancro, lança o álbum "Reencontro". O primeiro disco com vários temas originais fugindo ao padrão de discos de versões a cem por cento. Os maiores sucessos deste disco são "Chegou O Noivo e Amor Eterno". Este disco teve produção musical, arranjos e direção musical de Filipe Neves que assinou vários temas inéditos. No ano de 1999 é editado o álbum "Alma Gémea".

### Mudança de editora
Depois de 34 anos ligado à mesma editora, Marco Paulo decidiu dar um novo rumo na sua carreira e assinou com a Zona Música. O disco "35 Anos da Nossa Música", com temas como "Nossa Senhora", "Te Amo, Te Amo" e "Amália A Nossa Voz", foi editado em 2001.
Em 2003 é editado o disco "As Nossas Canções" com a revisitação de clássicos da música portuguesa como "Nem às Paredes Confesso". É lançado o livro "Música no Coração" de Palmira Correia (numa edição especial da Revista Caras).
A EMI lança, em 2004, a compilação "Ouro e Platina (1978-2003)|Ouro e Platina (1978–2003)" com um conjunto de vinte canções às quais foram atribuídos os galardões máximos da Indústria Discográfica. Inclui ainda, em edição limitada, o CD Bónus "Os Primeiros Sucessos (1966–1977)".
Na Zona Música é editado o álbum "Amor Sem Limite", com produção de Ramon Galarza, apenas com versões de temas de Roberto Carlos. Em 2005 lança novo CD: "40 Anos de Amor Eterno".

### Reviravolta
Marco Paulo escolheu o ano de 2007 para dar uma reviravolta positiva na sua longa vida de cantor. O disco, com produção e arranjos de Ramon Galarza, chama-se "Marco Paulo" e é um disco apenas com temas originais. Entre os músicos, que entretanto viraram compositores, estão os teclistas Justino e Pedro Mota, o director musical da banda, Vicente, e ainda Ménito Ramos, Tó Sanches, Rui Vasconcelos e a autora estreante do tema selecionado para single, Lara Afonso
As editoras Farol e a iPlay lançaram em 2008 uma compilação "O Melhor de Mim" com alguns dos seus principais êxitos.
No ano de 2009 lança, através da editora Espacial e com distribuição da Farol Música, o álbum "De Corpo E Alma" com 13 temas, sendo que 3 são versões. O disco contou ainda com a colaboração de Ricardo Landum na composição. Este álbum torna-se dupla platina. 
Em maio de 2010 é editada uma compilação na colecção "Perfil" com o repertório gravado para a Valentim de Carvalho. Em dezembro desse ano é lançado o CD "Vida", através da editora Espacial, que recebe dois discos de ouro e um de platina. Em (2011) fez uma participação especial na novela Laços de Sangue, da SIC.
No ano de 2015 edita o disco "Diário", alcançando 2 discos de platina. Os temas de maior destaque foram "O que é que fazes esta noite" e "Além da Cama".
Em 2016 realiza a Tour 50 Anos, pela comemoração dos seus 50 anos de carreira (1966–2016). Realiza concertos nas salas mais emblemáticas do país — Coliseu de Lisboa e do Porto. Vence o Prémio Mérito e Excelência nos Globos de Ouro da SIC.
Em 2017 é editado "Ao Vivo No Campo Pequeno — Tour 50 Anos"‎ em formatos duplo CD e DVD.
A 5 de junho de 2021, o artista regressou à apresentação de programas de televisão com um programa semanal na SIC, Alô Marco Paulo, apresentado por si e por Ana Marques. Marco Paulo participou no mesmo até julho de 2024. Nesse mesmo mês teve de abandoná-lo, em consequência do seu débil estado de saúde. Posteriormente, a SIC continuou a emitir compactos do programa, deixando isso de acontecer logo após a morte do cantor, em outubro de 2024.
No dia 1 de janeiro de 2023, uma série biográfica (Marco Paulo) sobre o artista foi lançada no canal SIC e plataforma OPTO da SIC. 

### Doença e morte
Em fevereiro de 2024, aos 79 anos, o cantor descobre um tumor no fígado e volta a lutar contra uma doença oncológica. “Vivo um dia de cada vez”, disse a Júlia Pinheiro, na SIC. Dois anos antes, em 2022, foi diagnosticado com um tumor no pulmão, o qual foi debelado. Em 2019, havia tido, apesar de muito raro nos homens, cancro da mama.
Nos últimos anos, Marco Paulo passou mais tempo na terra que o viu nascer - Mourão -, onde quis abrir um museu sobre a sua vida para "ajudar as crianças com cancro", sendo que a autarquia já terá disponibilizado o espaço.
Marco Paulo morreu, aos 79 anos, no dia 24 de outubro de 2024, vítima de cancro.
Foi sepultado no Cemitério dos Prazeres em Lisboa, no dia 26/10/2024.
Por testamento, deixou uma avultada herança de vários milhões de euros, em dinheiro, imóveis e direitos de autor, a ser distribuída por três amigos dilectos (António Coelho, o filho deste e seu afilhado, Marco António — 45% para cada um deles —, e Eduardo Ferreira, um bombeiro que conhecera em 2019 — que receberá 10%), não tendo legado nada aos seus parentes.

## Discografia

### Álbuns e Colectâneas
- E Os Sucessos (LP, AVD) 8E 062 40036
- Ver E Amar (LP, AVD) 8E 062 40084
- Concerto Ligeiro (Colectânea, VC, 1979) 8E 07240485
- O Disco de Ouro (colectânea, 1982) 2VCLP 10.002 — 4xOuro
- Os Grandes Êxitos I (colectânea, VC, 1984)
- Os Grandes Êxitos II (colectânea, VC, 1984)
- Romance (LP, VC, 1984) — Platina
- Sedução (LP, EMI, 1986)
- Êxitos (Colectânea, EMI, 1987)
- Êxitos 2 (Colectânea, EMI, 1988)
- Marco Paulo (LP, EMI, 1988)
- De Todo o Coração (LP, EMI, 1990)
- Maravilhoso Coração 25 Super Êxitos (colectânea, EMI, 1991)
- Amor Total (CD, EMI, 1993)
- Beijinhos Doces (CD, EMI, 1995)
- Eu Tenho Dois Amores — Colecção Caravela (colectânea, EMI, 1996)
- Reencontro (CD, EMI, 1997)
- Alma Gémea (CD, EMI, 1999)
- 35 Anos da Nossa Música (CD, Zona Música, 2001)
- As Nossas Canções (CD, Zona Música, 2003)
- Ouro e Platina 1978–2003 (colectânea, EMI, 2004)
- Amor Sem Limite (CD, Zona Música, 2004)
- 40 Anos de Amor Eterno (CD, Zona Música, 2005)
- Marco Paulo 2007 (CD, Zona Música, 2007)
- O Melhor de Mim (Colectânea, Farol/iPlay, 2008)
- De Corpo e Alma (CD, Espacial, 2009)
- Perfil (Colectânea, iPlay, 2010)
- Vida (CD, Espacial, 2010)
- Diário (CD, Espacial, 2015)
- Ao Vivo No Campo Pequeno — Tour 50 Anos (DVD+CD, Espacial, 2017)
- Marco Paulo (CD Espacial, 2019)
- As nossas canções — Ao vivo no altice arena (DVD+CD, Espacial, 2019)
- Por ti (CD Espacial, 2022)

### Singles e EPs
- Não Sei/Estive Enamorado/O Mal às Vezes é Um Bem/Vê (EP, AVD, 1966) 7LEM 3172
- Gina/Sei Entender O Mar/Pergunta Ao Vento/Amor, Sempre Amor(EP, AVD, 196) 7LEM 3183
- Sou Tão Feliz (EP, AVD, 1967) 7LEM 3184 [Sou Tão feliz/Acto de Contradição/Outro Dia Virá/Minha Sina, Meu calvário]
- Balada das Horas (EP, AVD, 1967) 7 LEM 3192 [O Mar embalou Meu Destino/Só Depois do Fim/Balada das Horas/Lista É Tudo Isto]
- São Francisco (EP, AVD, 1967) 7LEM 3193 [S. Francisco /A Música Termina / Eu, Você e A Rosa / Falem-me Dela]
- Pouco Mais/O Resto da Vida/O Nosso Mundo/Tema Para Uma Canção (EP, AVD, 1967) 7LEM 3204
- Balada À Minha Mãe / Eu Não Sou Eu / Vale A Pena Viver / No Dia Em Que Vi Maria (EP, AVD, 1967) 7LEM 3206
- Tu Só Tu (EP, Decca, 1967) — Tu Só Tu/Gatinha Nem Sol Nem Lua/Anouschka [Simone & Marco Paulo]
- Canção Para Um Poeta / De Braço Dado/Os Fios da Esperança/O Mundo É de Todos (EP, AVD, 1969) 7LEM 3230
- Oh Lady Mary/Rendição / Por Esse Mundo/Junho (EP, 1969) 8 E016–40019 M
- Canta Eurovisão 1970 [Toc-Toc / Gwendoline / Marie-Blanche / Todas As Coisas Me Falam De Ti] (EP, AVD, 1970) 8E016–40065 M
- O Homem E O Mar (EP, AVD, 1970) [O Homem E O Mar / Amar É Vencer / Ver E Amar / Lutar è Viver] 8E016–40 074
- Love Story / Que Me Importa Morrer (Single, AVD, 1971) 8E 006–40 139 M
- Fala Amorosamente [tema de O Padrinho] / Poderia Ser, Eu / Tu És Mulher Não És Uma Santa / Oração do Amor Perdido (EP, AVD, 1972) 8E016 40231
- Com O Vento Vou Cantando / Amor Para Um Momento (Single, EMI, 1975) 8E 006–40 365 G
- O Mais Feliz do Mundo / Não Há Final Jamais (Single, EMI, 1975) 8E 006–40 366 G
- No Comboio da Meia Noite / Deixei Minha Terra (Single, EMI, 1977) 8E 006 40441 G
- Canção Proibida / Ninguém Ninguém (Single, EMI, 1978) 8E 006 40467 — 1.º disco de ouro
- Mulher Sentimental / Nina (Single, EMI, 1979) 8E 006 40467
- Amar É Saber Perdoar (Single, EMI, 1980)
- Eu Tenho Dois Amores / Tão Amantes Que Nós Fomos (Single, EMI, 1980)
- Mais e Mais Amor/Quem Vier Por Bem (Single, EMI, 1981)
- É O Fim do Mundo / Vou Recordar (Single, EMI, 1982)
- Anita / Feiticeira Da Praia (Single, EMI, 1982)
- Flor Sem Nome / Cá Se Faz Cá Se Paga (Single, EMI, 1983)
- Morena Morenita / Mulher Sonhada (Single, EMI, 1984)
- Só Falei Para Dizer Que Te Amo / Melodia (Single, EMI, 1984)
- Deixa Viver / Nasci Para Cantar (Single, EMI, 1984) 1775417
- Se Deus Quiser / Quem Te Viu, Quem Te Vê (Single, EMI, 1985)
- Dono do Meu Coração / Canção da Alegria (Single, EMI, 1986)) 1775947
- Amor Italiano / Portugal Sonhado (Single, EMI, 1986) 1775997
- Sonho Tropical (Single, EMI, 1987)
- Joana / Vozes do Vento (Single, EMI, 1988) 1776527
- Sempre Que Brilha O Sol / Canto De Amor (Single, EMI, 1988) 1776547 -
- Anjo Azul / Sonho Tropical (Single, EMI, 1988) 1776667
- Quando O Pai Cantava (Single, EMI, 1988)
- Um Amor Em Cada Porto / Quero Ser O Teu Amor (Single, EMI, 1990) 1776917
- Ai, Ai, Ai Meu Amor (Single, EMI, 1990)
- Taras e Manias / Canção Do Amor Urgente (Single, EMI, 1991) 1777087
- Maravilhoso Coração, Maravilhoso / Rosa Morena (Single, EMI, 1991) 1777077
- Perco a Cabeça (Single, EMI, 1993)
- Amante, Irmão, Amigo (Promo, 1993)
- Amália (Single, EMI, 1995)
- Chegou O Noivo (Promo, 1997)
- Cafê da Manhã (ZM, 2005)
- Assim Foi (Asi Fue) (Single, Espacial, 2017)